# 安达创展
合肥安达创展科技股份有限公司（新三板：873673，简称：安达创展），是一家在中国新三板挂牌的上市公司，主营业务为提供科技馆、博物馆、主题展示馆等展馆展览内容整体策划设计、展品展项（含软件开发、媒体创作）的研发制作、设计与布展一体化，以及展馆的运营维护服务等。
公司总部位于安徽省合肥市；现任董事长为王正前，曾获“安徽省五四青年奖章”、“中国优秀民营科技企业家”等荣誉称号。
2022年3月15日在全国中小企业股份转让系统挂牌上市，证券简称：安达创展，证券代码：873673。
2021年，公司实现营业收入3.10亿元，同比增长25.36%；实现净利润3357.13万元，同比增长2.92%。